# トレバー・ステファン
トレバー・R・ステファン（Trevor R. Stephan, 1995年11月25日 - ）は、アメリカ合衆国テキサス州オースティン出身のプロ野球選手（投手）。右投右打。MLBのクリーブランド・ガーディアンズ傘下所属。

## 経歴

### プロ入り前

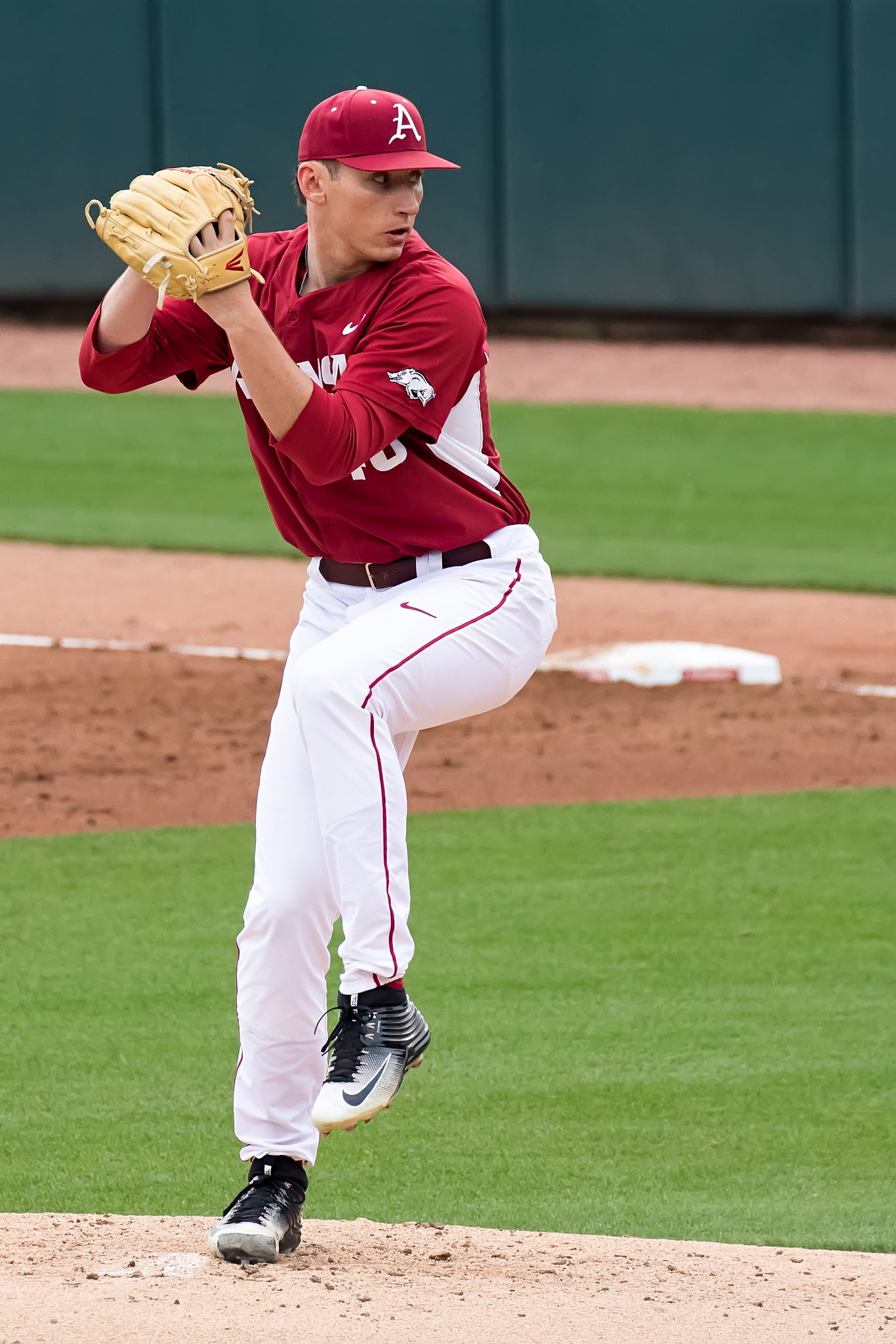
大学時代
(2017年4月28日)

高校時代は投手の他に一塁手や三塁手も兼任し、打撃でも4番を任されていた。
ヒル・カレッジ在学中の2016年にMLBドラフト18巡目 (全体538位) でボストン・レッドソックスから指名されたが、契約を拒否してアーカンソー大学へ転校した。

### プロ入りとヤンキース傘下時代
2017年のMLBドラフト3巡目 (全体92位) でニューヨーク・ヤンキースから指名されプロ入り。契約金は80万ドル。傘下のルーキー級ガルフ・コーストリーグ・ヤンキースでプロデビューし、1試合に登板した後にA-級スタテンアイランド・ヤンキースに昇格。2チーム合計で11試合 (先発10試合) に登板して1勝1敗、防御率1.31、44奪三振の成績を記録した。
2018年はA+級タンパ・ターポンズで開幕を迎え、シーズン途中にAA級トレントン・サンダーに昇格。2チーム合計で24試合に先発登板して6勝9敗、防御率3.69、140奪三振の成績を記録した。
2019年もA+級タンパで開幕を迎え、シーズン途中にAA級トレントンに昇格。2チーム合計で20試合 (先発19試合) に登板して4勝7敗、防御率4.73、91奪三振の成績を記録した。
2020年は新型コロナウイルスの影響でマイナーリーグの試合が開催されなかった。

### インディアンス時代
2020年12月10日に行われたルール・ファイブ・ドラフトでクリーブランド・インディアンスから指名された。
2021年は開幕ロースター入りし、4月3日のデトロイト・タイガース戦でメジャーデビューを果たした。
2024年は、右肘のトミー・ジョン手術でシーズンを通して60日間の負傷者リストに入った。
2025年も、手術の影響でシーズン当初は15日間の負傷者リスト、4月22日には60日間の負傷者リストに移行した。リハビリ登録で6月10日にルーキー級ACLガーディアンズに登録され、6月17日にAAA級コロンバス・クリッパーズ、6月24日にAA級アクロン・ラバーダックス、7月2日にAAA級コロンバス、7月29日にAA級アクロンに配属された。7月30日に負傷者リストから復帰したが、マイナー・オプションでAAA級コロンバスに配属された。8月15日に40人枠から外れて、改めてAAA級コロンバスに配属された。

## 詳細情報

### 年度別投手成績
| 年 度    | 球 団    | 登 板 | 先 発 | 完 投 | 完 封 | 無 四 球 | 勝 利 | 敗 戦 | セ 丨 ブ | ホ 丨 ル ド | 勝 率 | 打 者 | 投 球 回 | 被 安 打 | 被 本 塁 打 | 与 四 球 | 敬 遠 | 与 死 球 | 奪 三 振 | 暴 投 | ボ 丨 ク | 失 点 | 自 責 点 | 防 御 率 | W H I P |
| -------- | -------- | ----- | ----- | ----- | ----- | -------- | ----- | ----- | -------- | ----------- | ----- | ----- | -------- | -------- | ----------- | -------- | ----- | -------- | -------- | ----- | -------- | ----- | -------- | -------- | ------- |
| 2021     | CLE      | 43    | 0     | 0     | 0     | 0        | 3     | 1     | 1        | 3           | .750  | 282   | 63.1     | 58       | 15          | 31       | 1     | 3        | 75       | 0     | 0        | 32    | 31       | 4.41     | 1.41    |
| 2022     | CLE      | 66    | 0     | 0     | 0     | 0        | 6     | 5     | 3        | 19          | .545  | 267   | 63.2     | 57       | 3           | 18       | 2     | 4        | 82       | 3     | 0        | 24    | 19       | 2.69     | 1.18    |
| 2023     | CLE      | 71    | 0     | 0     | 0     | 0        | 7     | 7     | 2        | 28          | .500  | 294   | 68.2     | 63       | 6           | 26       | 1     | 5        | 75       | 3     | 0        | 35    | 31       | 4.06     | 1.30    |
| MLB：3年 | MLB：3年 | 180   | 0     | 0     | 0     | 0        | 16    | 13    | 6        | 50          | .552  | 843   | 195.2    | 178      | 24          | 75       | 4     | 12       | 232      | 6     | 0        | 91    | 81       | 3.73     | 1.29    |

- 2023年度シーズン終了時

### 年度別守備成績
| 年 度 | 球 団 | 投手（P） | 投手（P） | 投手（P） | 投手（P） | 投手（P） | 投手（P） |
| 年 度 | 球 団 | 試 合     | 刺 殺     | 補 殺     | 失 策     | 併 殺     | 守 備 率  |
| ----- | ----- | --------- | --------- | --------- | --------- | --------- | --------- |
| 2021  | CLE   | 43        | 6         | 2         | 2         | 0         | .800      |
| 2022  | CLE   | 66        | 5         | 2         | 2         | 0         | .778      |
| 2023  | CLE   | 71        | 0         | 3         | 1         | 0         | .750      |
| MLB   | MLB   | 180       | 11        | 7         | 5         | 0         | .783      |

- 2023年度シーズン終了時

### 背番号
- 37（2021年 - 2023年）